# Wu Han
Wu Han (ur. 11 sierpnia 1909, zm. 11 października 1969) – chiński historyk i pisarz, dziennikarz.

## Życiorys
Pracował na Wydziale Historycznym Uniwersytetu Tsinghua. W latach 1949–1966 był wiceburmistrzem Pekinu. W styczniu 1961 roku opublikował sztukę Dymisja Hai Rui, opartą na autentycznej historii cnotliwego urzędnika z czasów dynastii Ming, pozbawionego urzędu za mówienie prawdy. Sztukę uznano za zawoalowaną krytykę Mao Zedonga (sam Hai Rui był utożsamiany z Peng Dehuaiem). 10 listopada 1965 roku w szanghajskiej gazecie z polecenia Jiang Qing ukazał się artykuł autorstwa Yao Wenyuana, krytykujący sztukę i osobę Wu Hana. Wydarzenie to uważane jest za początek rewolucji kulturalnej. Sam Wu został wkrótce aresztowany, zmarł zadręczony i torturowany w więzieniu.
W 1979 roku został pośmiertnie zrehabilitowany.